# Regola delle anacorete
La Regola delle anacorete (in inglese Guide for Anchoresses, titolo originale in medio inglese Ancrene Wisse o Ancrene Riwle) è un manuale monastico per le anacorete scritto nel Duecento in medio inglese.
Il più antico manoscritto è conservato a Cambridge. Ne esistono altri 10 in lingua originale, più alcune versioni in anglonormanno e in lingua latina.
È stato scritto per tre sorelle che dovevano entrare in convento come recluse. Vi sono vari spunti interessanti sulla vita quotidiana del XIII secolo e sulla vita monastica. La prosa molto fluida rende il testo il primo scritto in inglese con la volontà di renderlo artistico.